# Eupithecia transsylvanaria
Eupithecia transsylvanaria là một loài bướm đêm trong họ Geometridae.